# Pierre Boussaguet
Pierre Boussaguet (Albi, 12 november 1962) is een Franse jazzcontrabassist en -componist.

## Biografie
Pierre Boussaguet leerde eerst de accordeon en stapte daarna over op de contrabas, onder de indruk van een concert van Ray Bryant. Hij kreeg zijn opleiding van de bassist Jean Cros. In 1982 speelde hij in de band van Gérard Badini met de saxofonist Guy Lafitte en in 1984 toerde hij in Europa als Duo Two Bass Hits met de bassist Ray Brown. Hij speelde ook met Harry Sweets Edison, Clark Terry, Johnny Griffin, Jimmy Rowles, Monty Alexander, Joe Pass, Kenny Burrell en Barney Kessel. In 2002 begeleidde hij Diana Krall op haar wereldtournee. Hij speelt regelmatig in Niels Lan Doky's trio en met zijn eigen kwartet.
Boussaguet staat in de hardboptraditie van Pierre Michelot en Henri Texier, zijn basspel bevat zowel bop-elementen als de swing en de mainstream jazztraditie.

## Discografie
- 1997: Crossings
- 1998: Trio Europe met Guy Lafitte
- 1998: Charme
- 2007: From The Duke To The King

- Biblioteca Nacional de España: XX5378046
- Bibliothèque nationale de France: cb13924542t (data)
- International Standard Name Identifier: 0000 0003 7200 2032
- Library of Congress Control Number: n2009053158
- MusicBrainz: 911723db-924e-4452-81e8-7c66f76b6ebf
- Nationale Bibliotheek van Israël: 987007315601605171
- Système universitaire de documentation: 165121084
- Virtual International Authority File: 29720154
- WorldCat: E39PBJfCr4mTHJHWf37Cc7HHmd